# Ingolf Wiegert
Ingolf Wiegert (Magdeburg, 3 de novembro de 1957) é um ex-handebolista alemão oriental, foi campeão olímpico.
Ingolf Wiegert fez parte do elenco campeão olímpico de 1980, ele jogou seis partidas e anotou dez gols.

## Títulos
- Jogos Olímpicos:
  - Ouro: 1980